# Berettyódéda
Berettyódéda (románul Ghida) falu Romániában, a Partiumban, Bihar megyében.

## Fekvése
Margittától délkeletre, az Érmelléki-hegyek alatt, Berettyó jobb partján, Szunyogd és Szoldobágy közt fekvő település.

## Története
A falut 1386-ban említette először oklevél Deda néven. 1410-ben villa olachalis Deda, 1425-ben és 1489-ben Deda, 1808-ban Déda, Gyida, 1888-ban Déda néven írták.
Déda már a 15. században a Csákyak birtokaként szerepelt, 1498-ban Deda néven említette oklevél, mint Csáky birtokot.
A falu határában levő Rákóczi-hegyen van a hagyomány szerint II. Rákóczi Ferenc szőlője, mely később az uradalommal együtt a gróf Károlyiak birtokába került. E szőlőben még a 20. század elején állt egy fa, melyet az itteni nép Rákóczi fájának nevezett, és az a monda járta róla, hogy e fa alatt búcsúzott el II. Rákóczi Ferenc itteni jobbágyaitól, amikor megkezdte bujdosását.
1851-ben Fényes Elek írta a településről: „Déda, románul Gyída, Bihar vármegyében, a Debreczenből Erdélybe vivő postautban, Margita és Kémer közt postaváltással, 220 görög katholikus, 30 földes, 8 zsellér lakossal, 4 2/ urbéri telekkel. Görög katholikus anyaegyházzal. Határa kiterjed 634 holdra, ... Birtokosa: gróf Károlyi György.”
1910-ben 343 lakosából 309 román, 34 magyar volt. Ebből 310 görögkatolikus, 15 izraelita, 12 református volt.
A trianoni békeszerződés előtt Bihar vármegye Margittai járásához tartozott.
A 2002-es népszámlálás szerint 189 lakója közül 167 fő (88,4%) román, 21 fő (11,1%) cigány, 1 fő (0,5%) egyéb nemzetiségű volt.

## Nevezetességek
- Görögkatolikus temploma 1749-ben épült.
- Rákóczi fája